# Ichthyodes proxima
Ichthyodes proxima är en skalbaggsart som beskrevs av Stefan von Breuning 1939. Ichthyodes proxima ingår i släktet Ichthyodes och familjen långhorningar. Inga underarter finns listade i Catalogue of Life.